# Partit Popular de Ceuta
El Partit Popular de Ceuta (castellà: Partido Popular de Ceuta, PP) és la secció regional del Partit Popular d'Espanya (PP) a Ceuta. Es va formar l'any 1989 a partir de la refundació de l'Alianza Popular.

## Assemblea de Ceuta
| Any  | Líder          | Vots        | %       | Escons  | +/- | Govern             |
| ---- | -------------- | ----------- | ------- | ------- | --- | ------------------ |
| 1991 |                | 5.812 (2n)  | 24,14 % | 6 / 25  | =   | Oposició           |
| 1995 | Jesús Cayetano | 8.867 (1r)  | 31,16 % | 9 / 25  | 3   | Oposició (1995-96) |
| 1995 | Jesús Cayetano | 8.867 (1r)  | 31,16 % | 9 / 25  | 3   | Minoria (1996-99)  |
| 1999 | Jesús Vivas    | 9.334 (2n)  | 28,33 % | 8 / 25  | 1   | Minoria (1999)     |
| 1999 | Jesús Vivas    | 9.334 (2n)  | 28,33 % | 8 / 25  | 1   | Oposició (1999-01) |
| 1999 | Jesús Vivas    | 9.334 (2n)  | 28,33 % | 8 / 25  | 1   | Minoria (2001-03)  |
| 2003 | Jesús Vivas    | 20.897 (1r) | 63,02 % | 19 / 25 | 11  | Majoria            |
| 2007 | Jesús Vivas    | 22.484 (1r) | 65,61 % | 19 / 25 | =   | Majoria            |
| 2011 | Jesús Vivas    | 20.054 (1r) | 65,16 % | 18 / 25 | 1   | Majoria            |
| 2015 | Jesús Vivas    | 13.355 (1r) | 45,77 % | 13 / 25 | 5   | Majoria            |
| 2019 | Jesús Vivas    | 10.527 (1r) | 31,12 % | 9 / 25  | 4   | Minoria            |
| 2023 | Jesús Vivas    | 11.738 (1r) | 34,37 % | 9 / 25  | =   | Minoria            |

### Corts Generals
| Any       | Vots   | %       | Diputats | +/- | #  | Senadors | +/- | #  |
| --------- | ------ | ------- | -------- | --- | -- | -------- | --- | -- |
| 1989      | 7.855  | 34,27 % | 0 / 1    | Nou | 2n | 0 / 2    | Nou | 2n |
| 1993      | 15.276 | 50,93 % | 1 / 1    | 1   | 1r | 2 / 2    | 2   | 1r |
| 1996      | 17.288 | 53,21 % | 1 / 1    | =   | 1r | 2 / 2    | =   | 1r |
| 2000      | 14.422 | 47,72 % | 1 / 1    | =   | 1r | 2 / 2    | =   | 1r |
| 2004      | 21.142 | 59,24 % | 1 / 1    | =   | 1r | 2 / 2    | =   | 1r |
| 2008      | 20.040 | 55,11 % | 1 / 1    | =   | 1r | 2 / 2    | =   | 1r |
| 2011      | 20.968 | 65,93 % | 1 / 1    | =   | 1r | 2 / 2    | =   | 1r |
| 2015      | 14.813 | 44,86 % | 1 / 1    | =   | 1r | 2 / 2    | =   | 1r |
| 2016      | 15.991 | 51,86 % | 1 / 1    | =   | 1r | 0 / 2    | 2   | 2n |
| 2019 (I)  | 8.147  | 21,44 % | 0 / 1    | 1   | 3r | 0 / 2    | =   | 3r |
| 2019 (II) | 7.439  | 22,28 % | 0 / 1    | =   | 3r | 1 / 2    | 1   | 1r |
| 2023      | 12.918 | 38,77 % | 1 / 1    | 1   | 1r | 2 / 2    | 1   | 1r |